# Meister von Okoličné

Meister von Okoličné (Majster okoličiansky): Die Heilige Familie, um 1510

Als Meister von Okoličné wird der mittelalterliche Maler bezeichnet, der um 1510 den Hochaltar der ehemaligen Franziskanerkirche in Okoličné in der Slowakei gemalt hat. Der namentlich nicht bekannte Künstler steht stilistisch am Übergang von Hochgotik zu Renaissance.